# Robert Viner

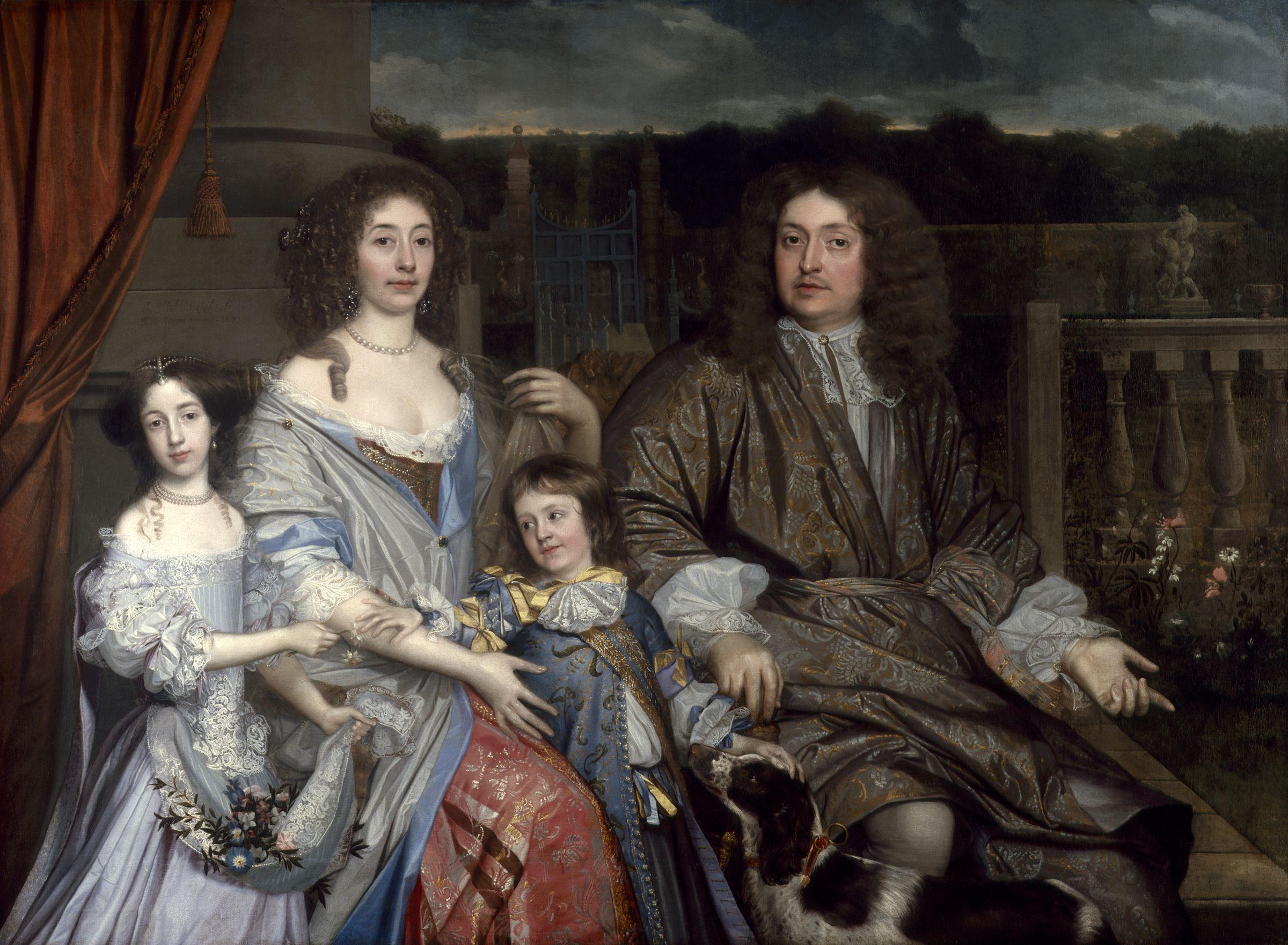
Robert Viner en zijn familie, geschilderd door John Michael Wright.

Sir Robert Viner, 1st Baronet (Warwick, 1631 - Windsor, 2 september 1688) was burgemeester van Londen. Hij werd geboren in Warwick maar emigreerde als kind naar Londen waar hij in de leer ging bij zijn oom, Sir Thomas Viner (1558-1665). Zijn oom was een goudsmid, die tevens burgemeester was van Londen tussen 1653 en 1654. 
Al snel werd Robert Viner ook een zakenpartner van Thomas Viner, en in 1665 werd hij benoemd tot ridder. Een jaar daarna, in 1666 werd hij benoemd tot baronet. Hij was sheriff tijdens het jaar van de grote brand van Londen, en werd in 1674 tot burgemeester van Londen benoemd. Robert Viner had veel contact met Charles II en met het hof. Ook leende hij grote geldbedragen aan Charles II om de staatsschuld te kunnen verkleinen. Enkele jaren later trok Robert Viner zichzelf terug als burgemeester van Londen en ging in Windsor wonen waar hij op 22 september 1688 overleed.
- Gemeinsame Normdatei: 132436116
- International Standard Name Identifier: 0000 0000 6687 8466
- Library of Congress Control Number: n84233073
- SNAC: w6vq61b0
- Union List of Artist Names: 500064185
- Virtual International Authority File: 52849613
- WorldCat: E39PBJjhCGWhFkpMTKD99h8DMP